# Liste der Kreisstraßen im Landkreis Diepholz

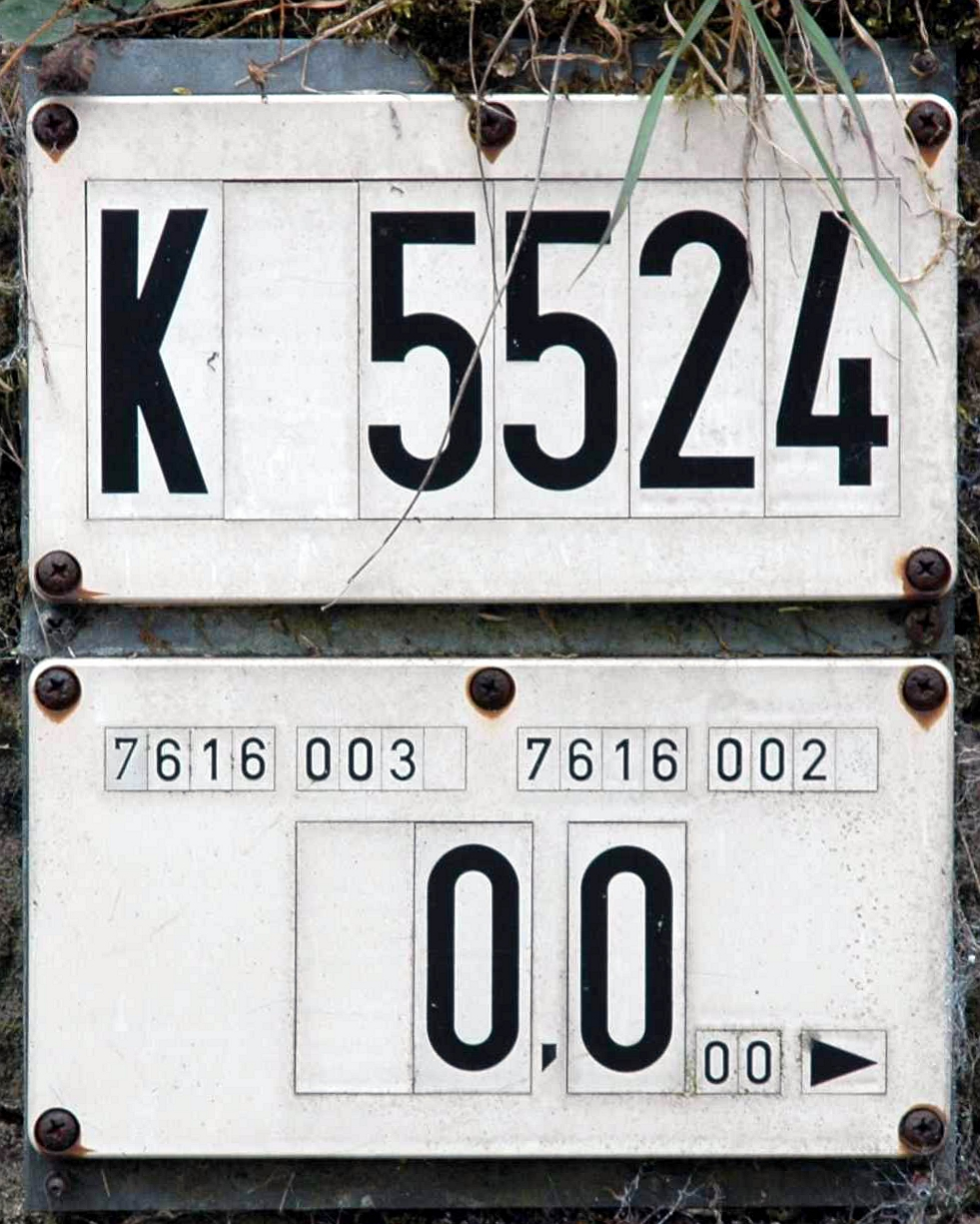
Stationszeichen

Die Liste der Kreisstraßen im Landkreis Diepholz führt alle Kreisstraßen im niedersächsischen Landkreis Diepholz auf.

## Abkürzungen
- K: Kreisstraße
- L: Landesstraße
- B: Bundesstraße
- A: Bundesautobahn

## Liste
Nicht vorhandene bzw. nicht nachgewiesene Kreisstraßen werden in Kursivdruck gekennzeichnet, ebenso Straßen und Straßenabschnitte, die unabhängig vom Grund (Herabstufung zu einer Gemeindestraße oder Höherstufung) keine Kreisstraßen mehr sind.
Der Straßenverlauf wird in der Regel von Nord nach Süd und von West nach Ost angegeben.
| Nr.   | Verlauf | OpenStreetMap |
| ----- | --- | ------------- |
| K 1   | L 341 – K 3 – Sudbruch – Schweringhausen – K 38 – Lucht – K 2 – Barrien – in Groß Lessen | zoom darauf   |
| K 2   | K 1 – Rathlosen – in Stadt | zoom darauf   |
| K 3   | K 1 – Schmalförden – L 341 in Ehrenburg | zoom darauf   |
| K 5   | in Neuenkirchen – Cantrup – K 6 – Wesenstedt – L 341 in Ehrenburg | zoom darauf   |
| K 6   | K 103 in Wedehorn – Göddern – K 5 | zoom darauf   |
| K 9   | L 356 in Sudwalde – L 202 in Affinghausen | zoom darauf   |
| K 10  | Bensen – K 9 in Affinghausen | zoom darauf   |
| K 11  | in Scholen – Schwaförden – L 202 – K 13 – K 14 in Brake | zoom darauf   |
| K 13  | K 11 – Ohlendorf – K 14 in Mellinghausen | zoom darauf   |
| K 14  | (K 136 im Landkreis Nienburg/Weser) – Kreisgrenze – K 139 – Asendorf – – Barbrake – Hohenmoor – Brake – K 11 – Mellinghausen – K 13 – L 352 – Maasen – – Kreisgrenze – (K 54 im Landkreis Nienburg/Weser) | zoom darauf   |
| K 15  | in Asendorf – Kuhlenkamp – Uepsen – K 60 – Päpsen – L 352 in Siedenburg | zoom darauf   |
| K 16  | L 352 in Siedenburg – Borstel – – Kreisgrenze – (K 45 im Landkreis Nienburg/Weser) | zoom darauf   |
| K 19  | L 347 in Varrel – Schäkeln – Barenburg – 61a – Munterburg – | zoom darauf   |
| K 20  | L 347 in Varrel – Scharringhausen – in Kirchdorf | zoom darauf   |
| K 21  | in Wehrbleck – K 56 – L 347 in Varrel | zoom darauf   |
| K 24  | (K 70 im Kreis Minden-Lübbecke, Nordrhein-Westfalen) – Landesgrenze – L 343/L 347 in Ströhen | zoom darauf   |
| K 26  | in Wagenfeld – Landesgrenze – (K 59 im Kreis Minden-Lübbecke, Nordrhein-Westfalen) | zoom darauf   |
| K 27  | L 345 in Wagenfeld – Landesgrenze – (K 60 im Kreis Minden-Lübbecke, Nordrhein-Westfalen) | zoom darauf   |
| K 28  | in Burlage – Evershorst – K 57 – L 345 | zoom darauf   |
| K 29  | L 346 in Stemshorn – K 34 – Landesgrenze – (K 76 im Kreis Minden-Lübbecke, Nordrhein-Westfalen) | zoom darauf   |
| K 30  | (K 265 im Landkreis Vechta) – Kreisgrenze – – Aschen – Poggenburg – Mariendrebber – Jacobidrebber – – K 41 in Dickel                                                                                      | zoom darauf   |
| K 33  | in Holzkrug – Sudholz – Fresenhede – Hollen – Neu-Schierholz – Scharrel – K 38 | zoom darauf   |
| K 34  | (K 75 im Kreis Minden-Lübbecke, Nordrhein-Westfalen) – Landesgrenze – K 29 in Stemshorn | zoom darauf   |
| K 35  | in Diepholz – in Diepholz | zoom darauf   |
| K 36  | L 349 in Bahrenborstel – Kuppendorf – Kreisgrenze – (K 25 im Landkreis Nienburg/Weser) | zoom darauf   |
| K 37  | in Diepholz – Heeder Fladder – Heeder Bruch – Diepholzer Bruchhütte – L 345 | zoom darauf   |
| K 38  | L 344 in Eydelstedt – K 33 – K 43 – K 1 in Schweringhausen | zoom darauf   |
| K 41  | – Bahnhof Drebber – Dickel – K 30 – Heidmoor – in Rehden | zoom darauf   |
| K 42  | – Neustadt – in Wagenfeld | zoom darauf   |
| K 43  | K 38 – Spreckelshorst – Strange – in Wehrbleck | zoom darauf   |
| K 44  | in Rehden – Rehdener Fladder – L 345 in Düversbruch | zoom darauf   |
| K 45  | (K 422 im Landkreis Osnabrück) – Kreisgrenze – K 54 – Landesgrenze – (K 78 im Kreis Minden-Lübbecke, Nordrhein-Westfalen)                                                                                 | zoom darauf   |
| K 46  | Bockstedt – K 101 in Heiligenloh | zoom darauf   |
| K 47  | Aldorf – /L 344 in Barnstorf | zoom darauf   |
| K 48  | in Barnstorf – Rechtern | zoom darauf   |
| K 51  | in Schwarzenriede – Dreeke – Düste – L 344 | zoom darauf   |
| K 52  | in Sulingen – Lindern | zoom darauf   |
| K 54  | K 45 – Haßlinge – Marl – L 346 in Lemförde | zoom darauf   |
| K 55  | – L 356 – L 202 in Affinghausen | zoom darauf   |
| K 56  | K 21 – L 347 in Varrel | zoom darauf   |
| K 57  | K 28 – L 346 in Brockum | zoom darauf   |
| K 58  | – Sieden | zoom darauf   |
| K 59  | – Campen | zoom darauf   |
| K 60  | K 15 in Uepsen – Staffhorst – L 352 in Harbergen | zoom darauf   |
| K 101 | (K 249 im Landkreis Oldenburg) – Kreisgrenze – Natenstedt – Lerchenhausen – L 342 – Heiligenloh – K 46 – K 102 – in Holzkrug                                                                              | zoom darauf   |
| K 102 | K 101 in Heiligenloh – Ellinghausen – – Borwede – Brelloh – L 341 in Stocksdorf | zoom darauf   |
| K 103 | in Twistringen – Stelle – Wedehorn – K 6 – | zoom darauf   |
| K 104 | (K 4 im Landkreis Oldenburg) – Kreisgrenze – Abbentheren – Altenmarhorst – L 342 in Twistringen | zoom darauf   |
| K 110 | in Groß Mackenstedt – Heiligenrode Bahnhof – K 112 – Kreisgrenze – (K 10 im Landkreis Oldenburg) | zoom darauf   |
| K 111 | L 337 in Stuhr – Blocken – Klein Mackenstedt – / | zoom darauf   |
| K 112 | K 110 in Heiligenrode Bahnhof – Heiligenrode – in Neukrug | zoom darauf   |
| K 113 | /L 338 in Neukrug – Warwe – K 114 – Ristedt – K 116 – Leerßen – K 122 – L 340 in Syke – L 333 – K 125 | zoom darauf   |
| K 114 | in Fahrenhorst – K 113 in Warwe | zoom darauf   |
| K 115 | in Brinkum – L 335 in Leeste | zoom darauf   |
| K 116 | L 335 in Leeste – Melchiorshausen – – K 113 in Ristedt | zoom darauf   |
| K 117 | L 335 in Kirchweyhe – Lahausen – L 334 in Jeebel | zoom darauf   |
| K 118 | L 331 – L 334 in Sudweyhe | zoom darauf   |
| K 121 | L 334 in Sudweyhe – Okel – L 333 – Osterholz – K 123 – Gödestorf – L 354 – L 356 – K 129 in Wachendorf | zoom darauf   |
| K 122 | K 113 in Leerßen – Gessel – Barrien – L 333 | zoom darauf   |
| K 123 | L 354 in Syke – K 121 in Osterholz | zoom darauf   |
| K 125 | L 333 in Syke – K 113 – Henstedt – in Heiligenfelde | zoom darauf   |
| K 126 | L 340 – Dimhausen – Groß Henstedt – Hassel – Bassum | zoom darauf   |
| K 127 | Bassum – Eschenhausen – Schorlingborstel – Albringhausen – Hallstedt – L 332 in Neubruchhausen | zoom darauf   |
| K 129 | in Heiligenfelde – L 356 – Wachendorf – K 121 – Süstedt – Uenzen – L 202 in Bruchhausen-Vilsen | zoom darauf   |
| K 132 | L 332 in Ochtmannien – Weseloh – Müggenburg – L 202 (bis zum 31. Dezember 2011) | zoom darauf   |
| K 133 | L 202 – Engeln – Oerdinghausen – Abzweig nach Bettinghausen und Klövinghausen | zoom darauf   |
| K 135 | in Heiligenberg – K 140 in Homfeld | zoom darauf   |
| K 138 | – Kreisgrenze – (K 138 im Landkreis Nienburg/Weser) | zoom darauf   |
| K 139 | K 14 in Steinhorn – Essen – Kreisgrenze – (K 139 im Landkreis Nienburg/Weser) | zoom darauf   |
| K 140 | L 202 in Bruchhausen-Vilsen – Homfeld – K 135 – K 14 in Asendorf | zoom darauf   |
| K 142 | L 331 in Martfeld – Tuschendorf – Kreisgrenze – (K 142 im Landkreis Nienburg/Weser) | zoom darauf   |
| K 143 | (K 8 im Landkreis Verden) – Kreisgrenze – Heidmühle – K 145 – L 331 in Schwarme | zoom darauf   |
| K 144 | L 331 in Schwarme – L 202 in Hollen | zoom darauf   |
| K 145 | (K 20 im Landkreis Verden) – Kreisgrenze – Heidmühle – K 143 – L 202 in Martfeld | zoom darauf   |